# Малый Резвый остров
Ма́лый Ре́звый — остров в дельте реки Екатерингофки на территории Санкт-Петербурга, напротив Невельской улицы.
Площадь 2,2 га

## История
Название Малый Резвый остров известно с 1793 года. Происходит от фамилии владельца острова купца Николая Петровича Резвого.
Находится на территории муниципального округа Морские ворота.

## Мосты
С Гутуевским островом Малый Резвый остров соединяет Резвый мост.